# Jacques Weinman
Pour les articles homonymes, voir Weinmann.
Jacques Weinman, né le 7 août 1906 à Besançon (Doubs), mort le 7 mai 1977 à Roche-lez-Beaupré (Doubs), est un homme politique et un résistant français.

## Détail des fonctions et des mandats
Mandats parlementaires
- 30 novembre 1958 - 9 octobre 1962 : Député de la 1re circonscription du Doubs
- 25 novembre 1962 - 2 avril 1967 : Député de la 1re circonscription du Doubs
- 12 mars 1968 - 30 mai 1968 : Député de la 1re circonscription du Doubs
- 23 juin 1968 - 1er avril 1973 : Député de la 1re circonscription du Doubs
- 11 mars 1973 - 8 mai 1977 : Député de la 1re circonscription du Doubs

## Décorations
- Chevalier de la Légion d'honneur à titre militaire[Quand ?][2] ;
- Croix de guerre 1939–1945[2] ;
- Médaille de la Résistance française avec rosette (décret du 24 avril 1946)[3].